# Ankara (tartomány)
Ankara tartomány Törökország egyik tartománya, mely Közép-Anatóliában található. Területe 25615 km², népessége négy millió fölött van. Északra Bolu tartomány és Çankırı,  határolja
keleten Kırıkkale, délkeletre Kırşehir és Aksaray, délre Konya, nyugatra pedig Eskişehir tartomány határolja. 
Székhelye Ankara, mely egyben az ország fővárosa is.

## Körzetei
Ankara tartománynak 24 körzete van:
- Akyurt
- Altındağ
- Ayaş
- Bala
- Beypazarı
- Çamlıdere
- Çankaya
- Çubuk
- Elmadağ
- Etimesgut
- Evren
- Gölbaşı
- Güdül
- Haymana
- Kalecik
- Kazan
- Keçiören
- Kızılcahamam
- Mamak
- Nallıhan
- Polatlı
- Sincan
- Yenimahalle
- Şereflikoçhisar